# Батамбанг
Батамбанг (кмер. បាត់ដំបង) је други по величини град Камбоџе. Године 2008. имао је 180.318 становника. Налази се око 290 km северозападно од Пном Пена. Главни је град истоимене провинције.

## Становништво
| Година       |
| Становништво |
| ------------ |

## Партнерски градови
- Стоктон